# Stojan Stalew
Stojan Schiwkow Stalew (auch Stoyan Zhivkov Stalev geschrieben, bulgarisch Стоян Живков Сталев; * 5. Dezember 1952 in Sofia) ist ein bulgarischer Jurist und Diplomat. 1997 war Stalew Außenminister Bulgariens in der Interimsregierung von Stefan Sofijanski.
Nach seinem Jura-Abschluss an der Kliment-Ohridski-Universität in Sofia arbeitete Stojan Stalew als Anwalt und Dozent der Juristischen Fakultät, wo er Seerecht unterrichtete. 1990 wurde er Berater des ersten demokratisch gewählten Präsidenten Bulgariens, Schelju Schelew und ab 1991 Botschafter in Deutschland. Zwischen 1998 und 2005 war Stalew bulgarischer Botschafter in der Türkei, ab 2006 leitete er die staatliche Agentur für ausländische Investitionen.
| Personendaten    | Personendaten                                                                                           |
| ---------------- | --- |
| NAME             | Stalew, Stojan                                                                                          |
| ALTERNATIVNAMEN  | Stalew, Stojan Schiwkow (vollständiger Name); Stalev, Stoyan Zhivkov; Сталев, Стоян Живков (bulgarisch) |
| KURZBESCHREIBUNG | bulgarischer Jurist und Diplomat                                                                        |
| GEBURTSDATUM     | 5. Dezember 1952                                                                                        |
| GEBURTSORT       | Sofia                                                                                                   |